# Priobolia
Priobolia is een geslacht van kevers uit de familie bladkevers (Chrysomelidae).
De wetenschappelijke naam van het geslacht werd in 1987 gepubliceerd door Chen & Wang.

## Soorten
- Priobolia viridiaurata Chen, 1987